# Australian Open 2022 - Doppio maschile in carrozzina
Alfie Hewett e Gordon Reid erano i detentori del titolo e lo hanno difeso, vincendo per la terza volta consecutiva il titolo.
Il duo britannico ha sconfitto in finale Gustavo Fernández e Shingo Kunieda con il punteggio di 6-2, 4-6, [10-7].

## Teste di serie
1. Alfie Hewett /  Gordon Reid (campioni)

1. Joachim Gérard /  Stéphane Houdet (semifinale)

## Tabellone

### Legenda
| - Q = Qualificato - WC = Wild card - LL = Lucky loser | - ALT = Alternate - SE = Special Exempt - PR = Protected Ranking | - w/o = Walkover - r = Ritirato - d = Squalificato |

|  | Semifinali | Semifinali                       | Semifinali                       | Semifinali | Semifinali |  |  | Finale | Finale                           | Finale | Finale | Finale |  |
|  |            |                                  |                                  |            |            |  |  |        |                                  |        |        |        |  |
|  | 1          | Alfie Hewett Gordon Reid         | Alfie Hewett Gordon Reid         | 7          | 6          |  |  |        |                                  |        |        |        |  |
|  |            | Tom Egberink Ben Weekes          | Tom Egberink Ben Weekes          | 5          | 2          |  |  | 1      | Alfie Hewett Gordon Reid         | 6      | 4      | [10]   |  |
|  |            | Gustavo Fernández Shingo Kunieda | Gustavo Fernández Shingo Kunieda | 4          | 2          |  |  |        | Gustavo Fernández Shingo Kunieda | 4      | 6      | [7]    |  |
|  | 2          | Joachim Gérard Stéphane Houdet   | Joachim Gérard Stéphane Houdet   | 6          | 6          |  |  |        |                                  |        |        |        |  |